# Шлуглейт, Иегошуа Моисеевич
Иегошуа Мойшович (Моисеевич) Шлуглейт (1875 — 1914) — русский живописец-пейзажист.

## Биография
После окончания рисовальной школы в Одессе (где заслужил малую бронзовую и малую серебряную медаль) продолжил обучение в мастерской И. Е. Репина в Высшем художественном училище (1895—1901). 1 ноября 1901 года был удостоен звания художника за картину «Леший». В 1906 году его рисунок был опубликован в сатирическом разделе газеты «Гудок». Принимал участие в 15-й выставке Санкт-Петербургского общества художников в 1907 году (картина «Лунная ночь»), в весенней выставке в залах Академии художеств в 1910 году, на весеннюю выставку 1906 года работы Шлуглейта («Обыск»), Бродского («Похороны») и Фешина не были допущены цензурой.
Один из учредителей и член первого правления Общины художников (в 1908—1910 годах — Новый союз передвижных выставок). В проекте устава Общины художников, поданном в феврале 1906 года в Министерство внутренних дел за подписью С. А. Власова, Д. Г. Окроянца, М. Л. Шафрана и И. М. Шлуглейта, предполагалось создать общество под названием «Народное искусство», но 29 декабря 1909 года был утверждён второй проект устава, согласно которому объединение ставило целью «содействовать развитию и распространению искусства в провинциальных городах России». Состоял членом Общества художников имени А. И. Куинджи. С 1912 года жил в Доме Общины художников в Поварском переулке, № 9 (а до того на 4-й линии Васильевского острова, № 57, и 12-й линии Васильевского острова, № 31а).
В 1911 году картина И. М. Шлуглейта «На далёком севере» с изображением Кижского погоста была приобретена императором Николаем II. В 1912 году был награждён денежной премией в 105 рублей на восьмом конкурсе Куинджи для участников «Весенней выставки» в залах Академии художеств.
В 1910 году галерея Академии художеств передала его полотно «Большой грот» в дар Екатеринодарской картинной галерее. Картина «Оттепель», первоначально приобретённая для музея Академии художеств, впоследствии находилась в коллекции Михаила и Ивана Морозовых. В 1927 году другая картина Шлуглейта была приобретена Румянцевским музеем. Хранившиеся в Харьковской и Таганрогской картинных галереях пейзажи художника пропали во время Великой Отечественной войны.
Среди работ художника — «Осенний пейзаж», «Зима», «Обыск» (На рассвете, 1906), «Весеннее утро» (идиллическая деревня), «Портрет девушки», «У пристани».
В последний раз имя Иегошуа Шлуглейта встречается в адресной книге «Весь Петербург» на 1914 год, далее вплоть до 1924 года в его квартире в Поварском переулке продолжала жить его жена Екатерина Семёновна Шлуглейт.